# Ctenidae
Famille
Les Ctenidae sont une famille d'araignées aranéomorphes.

## Distribution

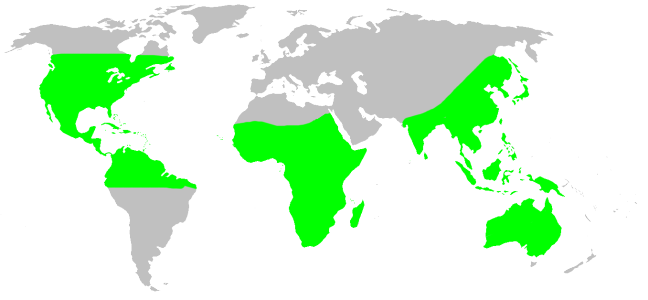
Distribution

Les espèces de cette famille se rencontrent en Amérique, en Afrique, en Océanie et dans le sud de l'Asie.

## Description

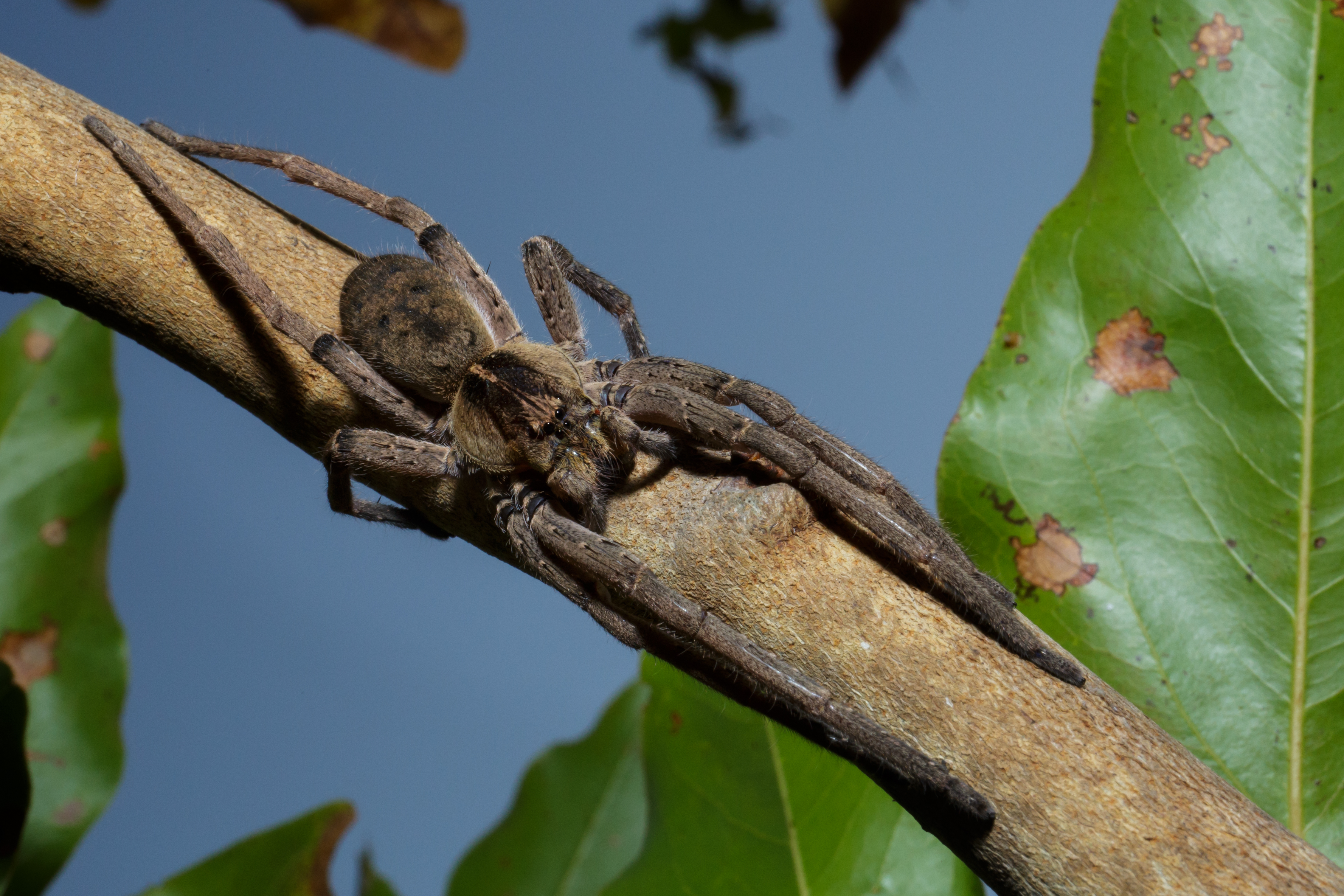
Ctenidae, en Zambie. Aout 2015.

Les Ctenidae mesurent de 5 à 40 mm.
Ce sont des araignées errantes. Elles sont voisines des Miturgidae. Le genre Phoneutria, dangereux pour l'homme, est noté pour être venimeux.

## Paléontologie
Cette famille est connue depuis le Néogène.

## Liste des genres
Selon World Spider Catalog (version 26, 13/02/2025) :
- Acantheis Thorell, 1891
- Acanthoctenus Keyserling, 1877
- Africactenus Hyatt, 1954
- Afroneutria Polotow & Jocqué, 2015
- Amauropelma Raven, Stumkat & Gray, 2001
- Amicactenus Henrard & Jocqué, 2017
- Anahita Karsch, 1879
- Apolania Simon, 1898
- Arctenus Polotow & Jocqué, 2014
- Asthenoctenus Simon, 1897
- Bengalla Gray & Thompson, 2001
- Bowie Jäger, 2022
- Bulboctenus Pereira, Labarque & Polotow, 2020
- Califorctenus Jiménez, Berrian, Polotow & Palacios-Cardiel, 2017
- Caloctenus Keyserling, 1877
- Celaetycheus Simon, 1897
- Centroctenus Mello-Leitão, 1929
- Chococtenus Dupérré, 2015
- Ciba Bloom, Binford, Esposito, Alayón, Peterson, Nishida, Loubet-Senear & Agnarsson, 2014
- Ctenus Walckenaer, 1805
- Diallomus Simon, 1897
- Eldivo Hazzi & Hormiga, 2024
- Enoploctenus Simon, 1897
- Gephyroctenus Mello-Leitão, 1936
- Guasuctenus Polotow & Brescovit, 2019
- Isoctenus Bertkau, 1880
- Janusia Gray, 1973
- Kiekie Polotow & Brescovit, 2018
- Leptoctenus L. Koch, 1878
- Macroctenus Henrard & Jocqué, 2017
- Montescueia Carcavallo & Martínez, 1961
- Nimbanahita Henrard & Jocqué, 2017
- Nothroctenus Badcock, 1932
- Ohvida Polotow & Brescovit, 2009
- Perictenus Henrard & Jocqué, 2017
- Petaloctenus Jocqué & Steyn, 1997
- Phoneutria Perty, 1833
- Phymatoctenus Simon, 1897
- Piloctenus Henrard & Jocqué, 2017
- Sinoctenus Marusik, Zhang & Omelko, 2012
- Spinoctenus Hazzi, Polotow, Brescovit, González-Obando & Simó, 2018
- Thoriosa Simon, 1909
- Toca Polotow & Brescovit, 2009
- Trogloctenus Lessert, 1935
- Trujillina Bryant, 1948
- Tuticanus Simon, 1897
- Viracucha Lehtinen, 1967
- Wiedenmeyeria Schenkel, 1953

Selon World Spider Catalog (version 23.5, 2023) :
- † Nanoctenus Wunderlich, 1988

## Systématique et taxinomie
Cette famille a été décrite par Keyserling en 1877.
Cette famille rassemble 605 espèces dans 48 genres actuels.

## Publication originale
- Keyserling, 1877 : « Ueber amerikanische Spinnenarten der Unterordnung Citigradae. » Verhandlungen der kaiserlich-königlichen zoologisch-botanischen Gesellschaft in Wien, vol. 26, p. 609-708 (texte intégral).